# Citheronia

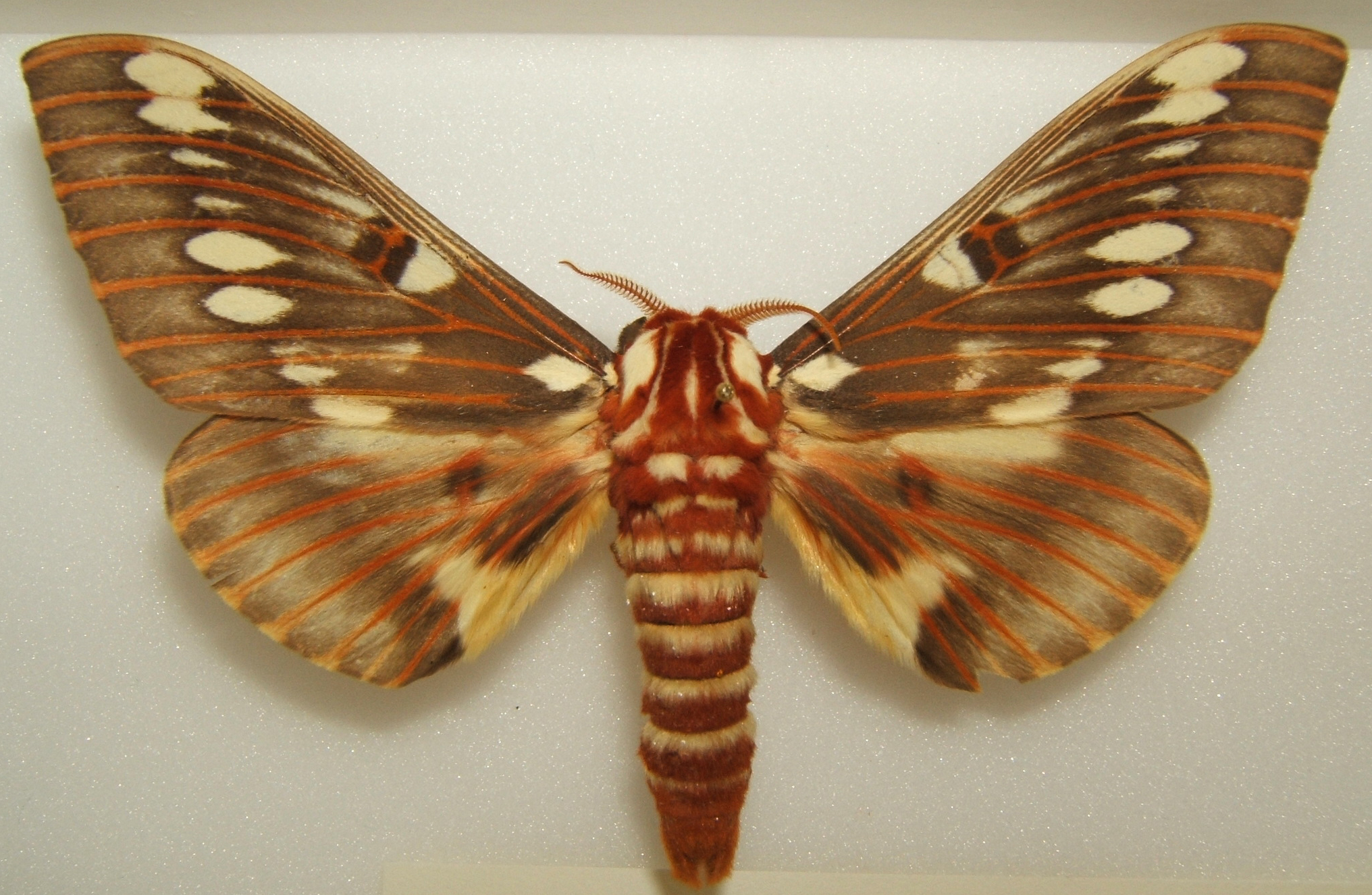
Präparat von Citheronia splendens, ♂

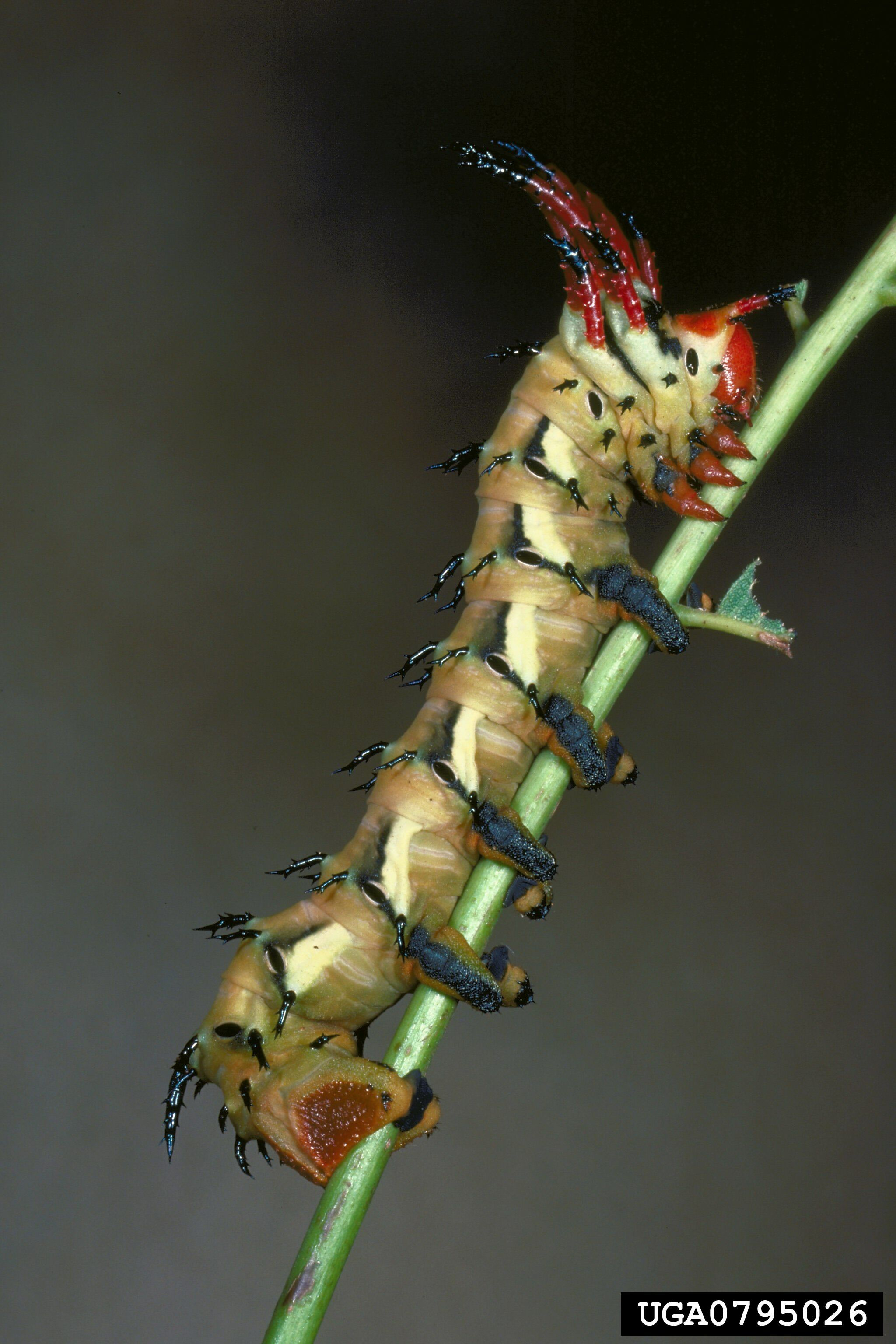
Raupe von Citheronia regalis mit gut erkennbaren Scoli am Thorax.

Citheronia ist eine Gattung der Schmetterlinge aus der Familie der Pfauenspinner (Saturniidae). Es sind 21 Arten bekannt.

## Merkmale
Die Falter sind verhältnismäßig groß und haben einen kräftigen Körper. Adulte Citheronia regalis erreichen eine Spannweite von 9,5 bis 15,5 cm. Ihre Farbe reicht von orange bis braun, wobei die meisten Arten eine auffällige gelbe oder weiße Musterung tragen. Die Vorderflügel sind langgestreckt und verleihen den Tieren eine gewisse Ähnlichkeit mit Schwärmern. Manche Arten haben Diskalflecke. Die Hinterflügel sind abgerundet und proportional etwas verkleinert. Die Fühler der Männchen sind doppelt gefiedert, die der Weibchen sind fadenförmig.
Anfangs sind die Fortsätze (Scoli) am Rücken der Raupen aller Arten der Gattung im Verhältnis groß. Diese Scoli haben ihnen den englischen Trivialnamen „horned devils“ („gehörnte Teufel“) eingebracht. Die Raupen sind in ihrer Erscheinung sehr imposant und können über 150 Millimeter lang werden.

## Vorkommen
Die Gattung ist auf den beiden amerikanischen Kontinenten weit verbreitet. Das Verbreitungsgebiet erstreckt sich vom gemäßigten Nordosten der Vereinigten Staaten über Mittelamerika und südlich bis in weite Teile Südamerikas. Das Hauptverbreitungsgebiet ist die Neotropis, in den Vereinigten Staaten treten nur drei Arten auf (Citheronia regalis, Citheronia sepulcralis und Citheronia splendens). Es gibt historische Nachweise einer vierten Art, die aufgrund des nahen Vorkommens in Mexiko entweder Citheronia mexicana oder Citheronia beledonon zuzuschreiben ist.

## Lebensweise
Die Weibchen legen ihre großen, gelblichen, durchsichtigen Eier in Gruppen von zwei bis sechs Stück an den Raupennahrungspflanzen ab. Durch die Eischale kann man die heranwachsende Raupe deutlich erkennen. Nach dem fünften Raupenstadium verpuppen sie sich in einer Kammer im Erdboden. Dort überwintert die Puppe.

## Arten
The Global Lepidoptera Names Index des Natural History Museum listet folgende Arten der Gattung:
- Citheronia andina Lemaire, 1971
- Citheronia azteca Schaus, 1896
- Citheronia beledonon Dyar, 1912
- Citheronia brissoti Boisduval, 1868
- Citheronia claveryi Bouvier, 1924
- Citheronia collaris Rothschild, 1907
- Citheronia consobrina Rothschild, 1907
- Citheronia guayaquila Schaus, 1927
- Citheronia hamifera Rothschild, 1907
- Citheronia johnsoni Schaus, 1928
- Citheronia laocoon Cramer, 1777
- Citheronia lichyi Lemaire, 1971
- Citheronia lobesis Rothschild, 1907
- Citheronia mexicana Grote & Robinson, 1866
- Citheronia mogya Schaus, 1920
- Citheronia phoronea Cramer, 1779
- Citheronia pseudomexicana Lemaire, 1974
- Citheronia regalis (Fabricius, 1793)
- Citheronia sepulcralis Grote & Robinson, 1865
- Citheronia splendens (Druce, 1886)
- Citheronia vogleri Weyenbergh, 1878

## Belege